# Liste der denkmalgeschützten Objekte in Geretsberg
Die Liste der denkmalgeschützten Objekte in Geretsberg enthält die 5 denkmalgeschützten, unbeweglichen Objekte der Gemeinde Geretsberg im Bezirk Braunau am Inn.

## Denkmäler
| Foto |                 | Denkmal                                                                                  | Standort                                  | Beschreibung | Metadaten |
| ---- | --------------- | ---------------------------------------------------------------------------------------- | ----------------------------------------- | --- | --- |
| ja   | Datei hochladen | Kath. Pfarrkirche hll. Petrus und Paulus sowie Friedhof HERIS-ID: 52132 Objekt-ID: 58379 | bei Geretsberg 21 Standort KG: Geretsberg | Die von einem Friedhof umgebene Kirche wurde um 1450 erbaut und hat ein einschiffiges Langhaus. Im Jahr 1908 erfolgte eine Erweiterung nach Westen. Die Altäre aus dem 17. Jahrhundert wurden im 19. Jahrhundert verändert. | BDA-Hist.: Q26237409 Status: § 2a Stand der BDA-Liste: 2025-06-30 Name: Kath. Pfarrkirche hll. Petrus und Paulus sowie Friedhof GstNr.: 406, 407, 405/4 Pfarrkirche Geretsberg |
| BW   | Datei hochladen | Altes Kramerhaus/Krämerhaus HERIS-ID: 66013 Objekt-ID: 78883seit 2020                    | Geretsberg 4 Standort KG: Geretsberg      | Das alte Krämerhaus am Dorfplatz wurde 1727 errichtet und beherbergte damals eine Kramerei und eine Weinbrandausschank. | BDA-Hist.: Q105646505 Status: Bescheid Stand der BDA-Liste: 2025-06-30 Name: Altes Kramerhaus/Krämerhaus GstNr.: .23                                                           |
| ja   | Datei hochladen | Pfarrhof HERIS-ID: 66011 Objekt-ID: 78881                                                | Geretsberg 12 Standort KG: Geretsberg     | | BDA-Hist.: Q38112412 Status: § 2a Stand der BDA-Liste: 2025-06-30 Name: Pfarrhof GstNr.: 402/7                                                                                 |
| ja   | Datei hochladen | Viper- oder Fieberkapelle HERIS-ID: 66028 Objekt-ID: 78899                               | Reith Standort KG: Geretsberg             | Die Viper- oder Fieberkapelle, auch Fiebertafel genannt, wird in älterer Literatur auf die Zeit des österreichischen Erbfolgekrieges um 1740 datiert, die Quellenlage ist jedoch widersprüchlich. 1870 kam sie in Besitz der Gemeinde. Den Innenraum des Rundbaus schließt eine flache Kuppel ab, die mit Stukkos (Gitterwerk, Blumenkörbchen und Engelköpfen) versehen ist. | BDA-Hist.: Q38112420 Status: § 2a Stand der BDA-Liste: 2025-06-30 Name: Viper- oder Fieberkapelle GstNr.: .55 Viper Kapelle                                                    |
| ja   | Datei hochladen | Bauernhaus Treiber HERIS-ID: 37869 Objekt-ID: 37277                                      | Pimbach 6 Standort KG: Werberg            | Eine Inschrift lässt als Baujahr des Treiberhofes das Jahr 1601 vermuten. | BDA-Hist.: Q37977500 Status: Bescheid Stand der BDA-Liste: 2025-06-30 Name: Bauernhaus Treiber GstNr.: .43/1                                                                   |